# Миливоје Манић Миле Албанта
Миливоје Манић — Миле Албанта (Костур, код Пирота, 25. мај 1901 — Ратари, код Обреновца, 7. март 1942) био је учесник Народноослободилачке борбе и народни херој Југославије.

## Биографија
Рођен је 25. маја 1901. у селу Костуру, код Пирота. После основне школе, коју је завршио у родном месту, почео је да учи најпре цигларски, а потом и поткивачки занат у Пироту. Пред крај Првог светског рата, отишао је у Ваљево, где се запослио и активно се укључио у раднички покрет. У Ваљеву је остао до 1922. године, када је отишао на одслужење војног рока. По повратку из војске 1924. отишао је у Обреновац, где је учествовао у разним синдикалним акцијама. Члан Комунистичке партије Југославије (КПЈ) постао је 1937. године.
Напад сила Осовине на Краљевину Југославију, априла 1941. године, затекао га је у војсци, где је био позван на војну вежбу. После капитулације Југословенске војске, успео је да избегне заробљавање и врати се у Обреновац. Као члан КПЈ, активно је учествовао у припремама за организовање устанка. После покушаја полиције да га ухапси, склонио се у село Дражевац, а потом је, по задатку Партије, прешао на Умку. Као делегат Месног комитета КПЈ за Обреновац учествовао је, 2. јула 1941. године, на партијској конференцији, одржаној на Космају, на којој је одлучено да се формира Космајско-посавски партизански одред. Миливоје је тада постављен за заменика командира Друге посавске чете.
Већ почетком јула почеле су прве акције овог Одреда, а Миливоје је лично руководио нападом и рзоружавањем жандармеријске станице у Степојевцу. Тада је заробљено пет пушкомитраљеза, десет пушака и већа количина муниције. Крај села Дубоко, у близини Умке, са својом четом је сачекао немачку колону од двадесетак камиона. У тој борби погинуло је око 50 немаца. Чета је потом учествовала у рушењу железничке пруге између Обреновца и Мале Моштанице.
Космајско-посавски партизански одред је, 31. јула 1941. године, подељен на два одреда: Косамјски и Посавски. Миливоје је тада постао заменик команданта батаљона, а потом и заменик команданта Посавског партизанског одреда. У борбама са четницима код Љубовије, половином новембра, рањен је у руку. А у борбама на Кадињачи, за одбрану Ужица, 29. новембра 1941. године, рањен је у главу.
Када је од Трећег тамнавског батраљона формиран Посавско-тамнавски партизански одред, Миливоје је постављен за политичког комесара, а Светозар Поповић, за команданта. Учествовао је на саветовању команде Групе са штабовима партизанских одреда и војно-политичком руководиоцима на Маљену. Половином фебруара 1942. године, створена је привремена заједничка команда од Космајског и Посавско-тамнавског партизанског одреда, јер је у оба одреда били укупно око 250 бораца. У Привремену команду укључен је и Миливоје.
У сукобу са четницима, 7. марта 1942. у селу Ратари, код Обреновца, теже је рањен, али се убио да не би жив пао непријатељу у руке.
Указом председника ФНР Југославије Јосипа Броза Тита 27. новембра 1953. проглашен је за народног хероја.